# Chaetorellia isais
Chaetorellia isais är en tvåvingeart som beskrevs av Erich Martin Hering 1937. Chaetorellia isais ingår i släktet Chaetorellia och familjen borrflugor. Inga underarter finns listade i Catalogue of Life.